# 扶南異物志
『扶南異物志』（ふなんいぶつし）は、3世紀に呉の朱応によって編まれた書物。全1巻。呉の孫権の治世であった229年頃、交州刺史であった呂岱が宣化従事の職にあった朱応を扶南に派遣した。扶南異物志には、この際朱応が見聞した事物について記録されている。このとき随伴した中郎の康泰も『呉時外国伝』・『扶南土俗』を著しているが、これら3点はともに散佚したために内容は保存されておらず、一部の引用によって僅かな部分が残っているのみである。